# Jüdischer Friedhof (Nové Sedliště)
Koordinaten: 49° 43′ 49,2″ N, 12° 40′ 8″ O

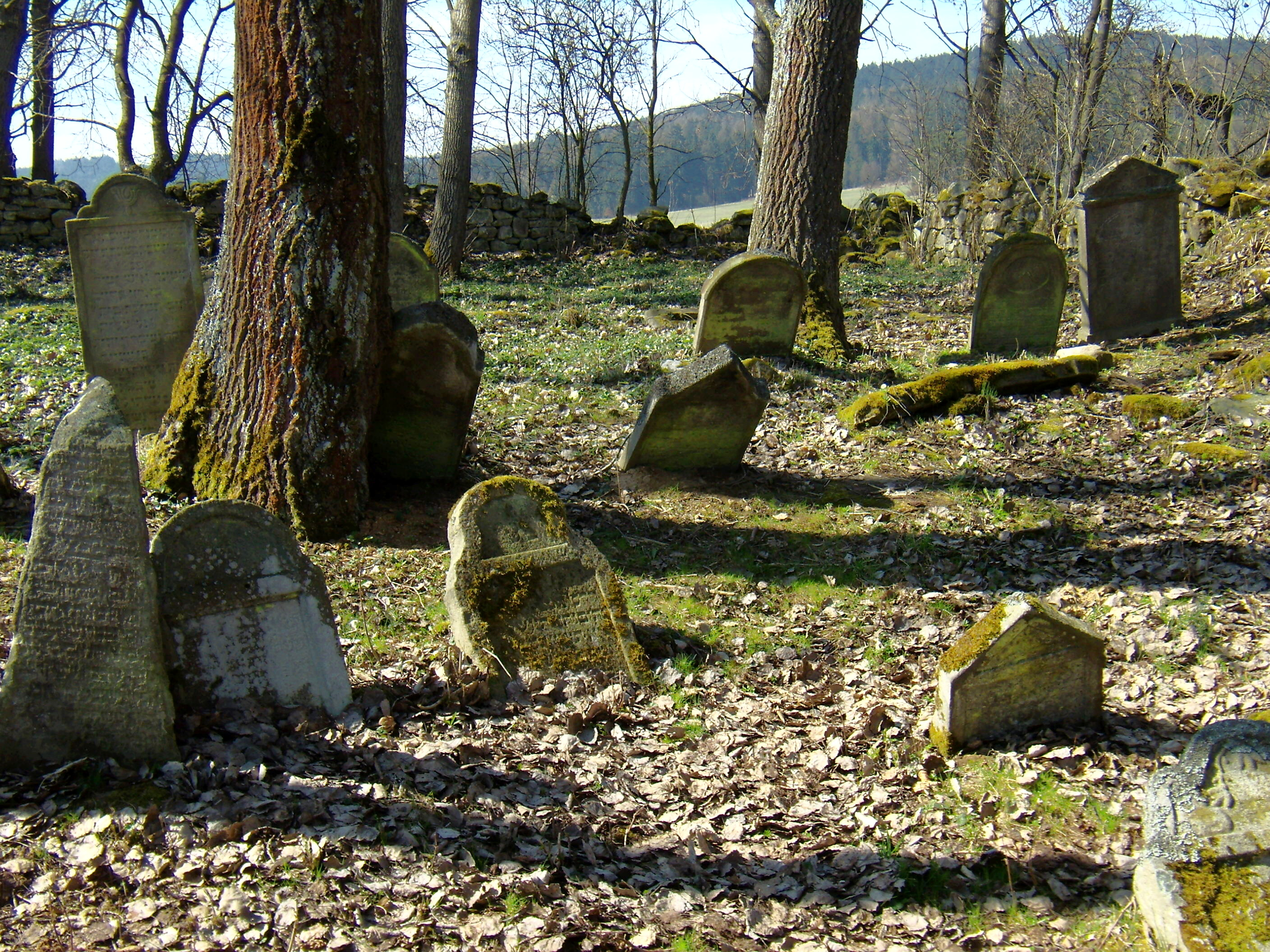
Jüdischer Friedhof in Nové Sedliště

Der Jüdische Friedhof in Nové Sedliště (deutsch Neu Zedlisch), einem Ortsteil der Gemeinde Staré Sedliště  (deutsch Alt Zedlisch) im Okres Tachov in Tschechien, wurde vermutlich Anfang des 18. Jahrhunderts errichtet. Der jüdische Friedhof am westlichen Ortsrand ist ein geschütztes Kulturdenkmal. 
Auf dem Friedhof sind die ältesten Grabsteine aus dem frühen 18. Jahrhundert.